# Zygaena ephialtes
Zygaena ephialtes (Linnaeus 1767) је врста ноћног лептира (мољца) из породице Zygaenidae.

## Распрострањење и станиште
Zygaena ephialtes је честа на подручју Европе, од Шпаније до Урала. Не насељава Велику Британију и Скандинавију. У Србији је честа врста, јавља се од низијских предела до преко 1000 метара надморске висине. Врста насељава широк спектар станишта, суве ливаде, степска подручја, руб шума, рудералне пределе, итд.

## Опис
Лептир је карактеристичан и веома упадљиво обојен, као и већина врста из овог рода. Крила су металик зелене боје. На предљим крилима има више белих мрља и по две наранџасте или црвене. Код ове врсте се јавља варијабилност у обојености, највише међу свим врстама овог рода. Када мирује могу се уочити карактери за препознавање врсте. На крају абдомена имају карактеристичну наранџасту или црвенкасту шару. Ова врста се често меша са Amata phegea, оно по чему се могу лако разликовати јесте да су код Amata phegea мрље на крилима увек беле боје и она има две пруге на абдомену, за разлику од Z. ephialtes која има једну.

## Биологија
Z. ephialtes лети од јуна до августа, са пиком у јулу. Врста презимљава у стадијуму гусенице, која се улуткава током маја месеца. Гусеница се храни готово искључиво биљком Coronilla varia, али као домаћини могу се јавити и друге врсте истог рода као и из родова Thymus, Hippocrepis и Plantago.